# Українські серіали
Українські серіали — телесеріали та вебсеріали українською мовою, де усі репліки героїв україномовні або основна кількість реплік україномовні (і є невелика кількість реплік іншими мовами, що використані для художнього ефекту). Термін «українські телесеріали» часто плутають з терміном «телесеріали, вироблені в Україні», але це два різні терміни. «Українські телесеріали» — це серіали українською мовою, тоді як «телесеріали, вироблені в Україні» — це серіали, виробництво яких повністю або частково велося на території України, але де основною мовою діалогів є іноземна мова (російська, англійська, польська тощо).
Україномовні серіали практично не створювалися за всю історію українського кінематографа і вперше почали масово з'являтися лише у жовтні 2018 року коли запрацював в повному обсязі Закон «Про внесення змін до деяких законів України щодо мови аудіовізуальних (електронних) засобів масової інформації» який зобов'язував українські загальнонаціональні канали забезпечувати в своєму ефірі не менше 75 % україномовного контенту.

## Історія

### Перші повністю україномовні серіали (кінець 1980-их— поч. 2000-х)
Одними з перших україномовних серіалів стали телесеріали вироблені кіностудією Укртелефільм «Час збирати каміння» (1990—1996), «Пастка» (1993), «Сад Гетсиманський» (1993), «Злочин з багатьма невідомими» (1993), «Царівна» (1993—1994), «Роксолана» (1996—2003) та «Острів любові» (1995—1996) тощо. Серіал Роксолана став першим масовим українським телесеріалом; хоча до нього були й певні мистецькі нарікання від українських кінокритиків.
Після появи декількох україномовних серіалів виробництва Укртелефільм на початку 1990-х, вже у 2000-х настало практично десятиліття майже повного не-виробництва україномовних серіалів. З'являються поодинокі україномовні серіали, як наприклад 100-серійна мелодрама Тільки кохання від телеканалу 1+1 у 2010 році, але це відбувається спорадичного і у цей час не відбувається масового виробництва україномовних серіалів.

### Період засилля російськомовних серіалів на українському ТБ (поч. 2000-х— кінець 2010-х)
Переважна більшість телесеріалів та міні-серіалів, що знімалися в Україні до 2017 року не були українськими, оскільки у більшості з них всі діалоги були повністю російськомовні. Зокрема великим поштовхом до виробництва російськомовних телесеріалів в Україні став антиукраїнський мовний закон Колєсніченка-Ківалова прийнятий депутатами Партії Регіонів у 2012 році. Як зазначав у 2012 році депутат ВР України Володимир Зубанов, в Україні спостерігається «засилля російськомовних телепрограм, фільмів і серіалів, […] українського продукту практично немає, наше інформаційне поле повністю знаходиться під іноземним впливом».
Одною з основних причин незнімання україномовних серіалів до 2017 року, була неукраїнські, проросійські погляди медіавласників українських ЗМІ, які протягом багатьох років вважали, що українці «І так паймут!», тобто свої культурні потреби український споживач повинен вміти повністю задовольнити російськомовним продуктом. Відповідно, найбільші українські продакшн-студії телесеріалів такі як ISTIL Studios, StarMedia, Film.ua тощо протягом десятків років виробляли майже виключно російськомовний продукт для російського та українського ринків. Українські медіаменеджери протягом багатьох років вважали, що вигідніше зняти телесеріал російською мовою та з російськими акторами, адже це допоможе продати цю продукцію в Росію, де дуже великий медійний ринок.

### Початок виробництва повністю україномовних серіалів (кінець 2010-х)
Системні зміни прийшли аж у 2016 році, коли почалися з'являтися перші повністю україномовні серіали від топових українських телеканалів. Так телеканал Україна почав частину своїх телесеріалів системно знімати повністю українською у 2016 та ще більше у 2017 році. Зокрема, у 2016 Україна спочатку випустили свій перший україномовний телесеріал Черговий лікар (з 2016 по 2018 вийшло 5 сезонів), а у 2017 році продовжили випуск україномовних серіалів драмою Лікар Ковальчук (2017) та Обручка з рубіном (2018). Згодом у 2016 естафету підтримали також і 1+1 медіа випустивши на одному з нішевих каналів групи, телеканалі ТЕТ, перший повністю україномовний сітком Танька і Володька у 2016 році (попередні відомі сіткоми Леся+Рома (2005) телеканалу ICTV чи сітком Домашній арешт (2012) телеканалу 1+1 були лише частково україномовні і мали значну частину російськомовних або суржикомовних діалогів). У 2018 «1+1» продовжили випуск україномовних серіалів, представивши перший український драма-серіал про підлітків «Школа», який став найрейтинговішим серіалом на українському ТБ у телесезоні осінь 2017 — зима 2018 серед глядачів 18-54 років..
У червні 2018 року стало відомо, що КМУ вирішило поділити гроші які воно виділяє на виробництво українського кіно між двома державними інститутами: Мінкультом та Держкіно (раніше всіма грошима розпоряджалося Держкіно). За словами заступник міністра культури Юрія Рибачука, програму «патріотичних фільмів» якими став опікуватися Мінкульт було створено оскільки за нею гроші будуть виділяти також і на телевізійний продукт (а не виключно на кінопрокатний як у випадку з програмою Держкіно), що допоможе «витіснення з вітчизняного телеефіру російськомовний продукт». Першим україномовним телесеріалом, що спонсорувався з патріотичного пітчингу Мінкульту 2018 року, мав став телесеріал 2+2 Карпатський рейнджер 1-ий сезон якого розпочався 24 лютого 2020 року. Але цього не сталося — після початку трансляції, стало відомо що телесеріал не повністю україномовний, а 50/50 російськомовний та україномовний й що в ньому один з двох протагоністів говорить українською (Пол Гордійчак), а інший — російською (Степан Фомін).
У лютому 2018 року директор ТРК «Україна» Вікторія Корогод під час кіноринку Одеського міжнародного кінофестивалю заявила, що однією з найбільших проблем при створенні українських серіалів є відсутність україномовних акторів. Зокрема Корогод заявила, що «Найбільш гостра проблема — актори, які можуть грати українською мовою, держава підтримує український контент, а ресурсу немає».
У жовтні 2018 року у інтерв'ю видання Детектор медіа, тодішній голова Держкіно Пилип Іллєнко зазначив що через олігархічну систему українського кіноринку, більшість серіалів вироблених в Україні є українськими фактично не за сенсом, а за місцем виробництва.

### Спад виробництва повністю україномовних серіалів (початок 2020-х)
Після приходу до влади в Україні президента Володимир Зеленського та його партії «Слуга народу», в Україні різко скоротилося телесеріальне виробництво українською мовою. За даними аналізу видання Детектор медіа, у березні 2020 року лише десь 20 % прем'єр телесеріалів власного виробництва були україномовними, всі решта — російськомовні. Згідно з аналізом журналістів Детектор медіа відновлення масового російськомовного телесеріального виробництва в Україні пов'язано в першу чергу з проросійською політикою медіаменеджерів в Україні, які бажають знімати телесеріали російською й мати змогу їх відразу продавати на «заможний» телеринок Росії.

## Список україномовних серіалів за роками

### Список україномовних телесеріалів за роками
Повністю україномовні (художні)
- Украдене щастя (1984; драма, УТ-1)
- Блакитна троянда (1989; драма, УТ-1)
- Гори димлять (1989; драма, УТ-1)
- Буйна (1990; драма, УТ-1)
- Далі польоту стріли (1990; драма, УТ-1)
- Час збирати каміння (1990—1996; драма, повсякденність, трагедія, УТ-1)
- Мина Мазайло (1991; драма, УТ-1)
- Кайдашева сім'я (1993-1996, драма, УТ-1)
- Злочин з багатьма невідомими (1993; драма, детектив, УТ-1)
- Пастка (1993; драма, УТ-1)
- Сад Гетсиманський, 1993; драма, УТ-1)
- Царівна (1993—1994; драма, мелодрама, історія, УТ-1)
- Острів любові (1995—1996; драма, мелодрама, еротика, УТ-1)
- Роксолана (1996—2003; драма, мелодрама, історія, УТ-1)
- Пристрасть (1999; драма, УТ-1)
- Посмішка звіра (1998; кримінал, драма, УТ-1)
- Чорна рада (2001; історична драма, Перший національний)
- Прощання з Каїром (2002; історична драма, Інтер)
- Украдене щастя (2004; драма, 1+1)
- Запороги (2005—2007; історична драма, Перший національний)
- Богун. Адвокатські розслідування (2008—2010; детектив, ICTV)
- Тільки кохання (2010; мелодрама, 1+1)
- Танька і Володька (2016; ситком-комедія, ТЕТ)
- Черговий лікар (2016—2021, 2025; драма, Україна/СТБ)
- Лікар Ковальчук (2017—2018, 2025; драма, Україна/СТБ)
- Дві матері (2018; драма, 1+1)
- Зірконавти (2018; комедія, ТЕТ)
- Хамелеон (2019; детектив, ТЕТ)
- Копи на роботі (2018; ситком-комедія, ICTV)
- Буде страшно — посміхайся (2018; детектив, СТБ)
- Обручка з рубіном (2018; драма, Україна)
- Виходьте без дзвінка (2018; детектив, Україна)
- Куратори (2018; ситком-комедія, НЛО TV)
- Вечірка (2018; ситком-комедія, ТЕТ)
- Школа (2018—2019; драма, 1+1)
- Відморожений (2019; ситком-комедія, 1+1)
- Перші ластівки (2019—2020; трилер, Новий канал)
- Новенька (2019; детектив, мелодрама, Новий канал)
- Подорожники (2019; драма, Новий канал)
- Загадка для Анни (2019; драма, детектив, СТБ)
- Джованні (2019; ситком-комедія, СТБ)
- Пошта (2019; мелодрама, детектив, Україна)
- Паніка Вова (2019—2020; комедія, детектив, НЛО TV/Індиго TV)
- Таємниці (2019; драма, Україна)
- Нове життя Василини Павлівни (2019; комедія, ТЕТ)
- Швидка (2019; ситком-комедія, НЛО TV)
- Дільничний з ДВРЗ (2020—2024; детектив, ICTV)
- Ми більше ніж я (2020; комедія, СТБ)
- Діда мороза не буває (2020; мелодрама, Україна)
- Одна брехня на двох (2020; мелодрама, СТБ)
- Відважні (2020; детектив, драма, Україна)
- Філін (2020—2021; детектив, драма, Україна)
- І будуть люди (2020; драма, СТБ)
- Євродиректор (2020; комедія, ТЕТ)
- Слід (2020—2023; детектив, драма, СТБ)
- Сага (2020; драма, Україна)
- Батько рулить (2020; ситком-комедія, ТЕТ)
- Коп з минулого (2020—2024; детектив, ICTV)
- Доброволець (2020; екшн, ICTV)
- Найкращий сищик (2021; детектив, ICTV)
- Слов'яни (2021; драма, 1+1)
- Екстрасенс (2021; ситком-комедія, НЛО TV)
- Люся інтерн (2021; ситком-комедія, Україна)
- Моя улюблена Страшко (2021; теленовела-трагікомедія, 1+1)
- Закохай мене, якщо зможеш (2021; детектив, 1+1)
- Хазяїн (2021; комедія, 1+1)
- Топтун (2021; детектив, комедія, Україна)
- Дитячий охоронець (2021; детектив, комедія, Україна)
- Кава з кардамоном (2021; історична драма, СТБ)
- Дівчата (2021; мелодрама, СТБ)
- Мольфарка (2021; драма, СТБ)
- Ромео і Джульєтта з Черкас (2021; комедія-ситком, ТЕТ)
- #ЯЖЕБАТЬ (2021; комедія-ситком, ТЕТ)
- Прєподи (2021; комедія-ситком, НЛО TV)
- Слідаки (2021; детектив, ICTV)
- Гарячий (2022; детектив, ICTV)
- Штурм (2022; детектив, ICTV)
- Подвійні ставки (2022; детектив, ICTV)
- Табун (2022; драма, ICTV)
- Круті міри (2022; комедія-ситком, ICTV)[14][15]
- Дім (2022; драма, UA:Перший)
- Вишиванка для пані Черчилль (2022; драма, UA:Перший)
- Водна поліція (2022; детектив, СТБ)
- Морська поліція. Чорноморськ (2022; детектив, ICTV)
- Полкан (2022; детектив, комедія, Новий канал)
- Переслідуючи вогонь (2022; драма, 2+2)
- Скажені сусіди (2022—2024, комедія, ТЕТ)
- Ботоферма (2023; детектив, ICTV)
- Жіночий лікар. Нове життя (2023—2024; мелодрама, 1+1)
- Шпиталь (2023; драма, 1+1)
- Коло омани (2023; трилер, 1+1)
- Встигнути до 30 (2023—2024; комедія, ТЕТ)
- Голова (2023—2024; комедія, Новий канал)
- Плут-2 (2023; детектив, 2+2, 1 сезон — російськомовний)
- Окуповані (2023; драма, 2+2)
- Друзі (2023; драма, Дім)
- Звичайна людина (2023; драма, Дім)
- Позивний Тамада (2023; трагікомедія, Дім)
- Шлях додому (2023; трагікомедія, Дім)
- Зозулі (2023; трагікомедія, Дім)
- Тільки живи (2023; драма, Дім)
- Продовження роду (2023; драма, Дім)
- Під одним дахом (2023; драма, Дім)
- Невістка (2023; детектив, Дім)
- ОПГ (2023; детектив, драма, Дім)
- Рубан (2023; детектив, Дім)
- Новорічна шкереберть (2023; комедія, Дім)
- Поклик кохання (2023; мелодрама, Дім)
- Одна родина (2023; мелодрама, Дім)
- Мангровий гай (2023; драма, Дім)
- Примарна спадщина (2023; драма, Дім)
- Тут і тепер (2023; драма, Дім)
- Моє кіно (2023; драма, Дім)
- Курс щасливого життя (2023; драма, Дім)
- Сімейний консультант (2023; драма, Дім)
- Евакуація (2023; драма, Дім)
- Потяг (2023; драма, Дім)
- Впізнай мене (2023; мелодрама, Дім)
- Якщо чесно (2023; комедія, ТЕТ)
- Ціна втечі (2023; мелодрама, 1+1)
- Перші дні (2023; мелодрама, 1+1)
- Перевізниця (2023; драма, СТБ)
- Просто Надія (2023; мелодрама, СТБ)
- Кришталеві джерела (2023; детектив, СТБ)
- Розтин покаже (3—4 сезони) (2023—2024; детектив, ICTV, 1—2 сезони — російськомовні)
- Пес Альф (2024; детектив, ICTV)
- К.О.Д. (2024—2025; детектив, драма, СТБ)
- ЖК "Сімейки" (2024; комедія, СТБ)
- Дві сестри (2024; мелодрама, СТБ)
- Код кохання (2024; детектив, СТБ)
- Ліки від минулого (2024; мелодрама, СТБ)
- Ніхто не ідеальний (2024; детектив, 1+1)
- Обіцянка Богу (2024; драма, 1+1)
- Лікарка за покликанням (2024; драма, 1+1)
- Реванш (2024; мелодрама, 1+1)
- Батьківський комітет (2024, драма, 1+1)
- Парочка слідчих (2024; детектив, 1+1)
- Батя (2024; драма, 2+2)
- Містер і місіс Малишки (2024; детектив, 2+2)
- Шлях (2024; драма, 2+2)
- Бісова пательня (2024; детектив, 2+2)
- Дрон (2024; детектив, НТН)
- Прикордонники (2024; драма, НТН)
- Ключі від правди (2025; детектив, 1+1)
- Таємниці архівів (2025; детектив, 1+1)
- Материнський інстинкт (2025; мелодрама, 1+1)
- Зворотний напрямок (2025; мелодрама, 1+1)
- Відступники (2025; драма, 2+2)
- Злі духи (2025; детектив, 2+2)
- Виговський (2025; пригоди, 2+2)
- АТП Перевізники (2025; комедія, ICTV)
- Майор Сковорода (2025; детектив, ICTV)
- Митець (2025; детектив, ICTV)
- Служба 112 (2025; бойовик, ICTV)
- Справа НБР (2025; бойовик, ICTV)
- Тілоохоронець (2025; мелодрама, СТБ)
- Кохання та полум'я (2025; мелодрама, СТБ)
- Слідча (2025; детектив, СТБ)
- Підміна (2025; мелодрама, СТБ)
- Обмежено придатні (2025; комедія, СТБ)
- Безбережне море (скоро; комедія, Animagrad)

Повністю україномовні (анімаційні)
- Професіонали (2019, анімація, Воля Cine+ Kids)
- Чортовийки (2019, анімація, НЛО TV)
- Небезпечна зона (2019; анімація, НЛО TV)

Переважно україномовні (основна мова українська, але також присутня російська мова та/або суржик)
- Великі перегони (1999, анімаційний, 1+1)
- Леся+Рома (2005—2008; драма, сімейна комедія, ICTV)
- Домашній арешт (2010; комедія, ТЕТ)
- Світ Соні (2012; комедія, 1+1)
- Останній москаль (2015—2017; комедія, 1+1)
- Століття Якова (2016; драма, 1+1)
- Село на мільйон (2016—2017; комедія, 1+1)
- Заряджені (2018; ситком-комедія, НЛО TV)
- Марк+Наталка (2018; ситком-комедія, ICTV)
- Юрчишини (2019; ситком-комедія, ICTV)
- Громада (2019; комедія, НЛО TV)
- Бюджетники (2019; комедія, UA:Перший)
- Великі Вуйки (2019; комедія, 1+1)
- СидОренки-СидорЕнки (2019; комедія, 1+1)
- Карпатський рейнджер (2019; екшн, ТЕТ)
- Козаки. Абсолютно брехлива історія (2020; комедія, ICTV)
- Прибулець (2020; ситком-комедія, ТЕТ)
- Пригоди Бампера і Суса (2022; комедія, ТЕТ)
- Я — Надія (2023; драма, 2+2)
- Одна родина. Весілля (2023; драма, комедія, 2+2)
- Волонтери (2023—2024; комедія, ТЕТ)
- Молода (2022; комедія, Новий канал)
- Зв'язок (2023—2024; комедія, Новий канал)

Частково україномовні (основна мова російська та/або суржик, але присутня також і трохи української; серіал де деякі сезони — україномовні, деякі — російськомовні)
- Тарас Шевченко. Заповіт (1992—2005; історія)
- Весела хата (2006; комедія, УНІКА-TV)
- Домком (2007; комедія, Київ)
- Кумські байки (2011, комедія, UA: Перший)
- Віталька (2012—2017; комедія, ТЕТ)
- Країна У (2013—2017; комедія, ТЕТ)
- Коли ми вдома (2014—2018; комедія, СТБ)  — 1—4 сезони — російськомовні; починаючи з 5-го сезону — україномовний
- Одного разу під Полтавою (2014—2023; комедія, ТЕТ)
- Гвардія (2015—2017; драма, 2+2)
- Слуга народу (2015—2018; комедія, 1+1)
- Катерина (2016; драма, 1+1)
- СуперКопи (2016—2017; комедія, НЛО TV) — 1—2-й сезони — російськомовні; починаючи з 3-го сезону — переважно україномовний[16]
- Готель Галіція (2017; комедія, ТЕТ)
- Недотуркані (2017; комедія, 1+1)
- Догори дриґом (2017; комедія, 1+1)
- Прислуга (2018; детектив, 1+1)
- Сувенір з Одеси (2018; драма, 1+1)
- Дефективи (2018; ситком-комедія, НЛО TV)
- Спіймати Кайдаша (2020; драма, комедія, СТБ)
- Мама (2021—2022; драма, СТБ)

### Список україномовних вебсеріалів за роками
Повністю україномовні
- Волею випадку (2018; 6 серій, корпоративна реклама-ситком-комедія, YouTube-канал компанії Воля)[17][18]
- Все є: Screenlove (2020; 11 серій, корпоративна реклама-ситком-комедія, TikTok компанії Київстар)[19]
- Що Коїться! (2020; 8 серії, драма, YouTube-канал Що Коїться!)[20]
- Безумні (2020; ситком-комедія, YouTube-канал студії «Мамахохотала»)[21]
- KAZKA: Таємниця Чарголосу (2020; анімаційний, фентезі, YouTube-канал гурту «KAZKA»)[22]
- Моя Пташечка (2021; 12 серій, стендап-комедія, YouTube-канал Auchan Ukraine)

Переважно україномовні (основна мова українська, але також присутня російська мова та/або суржик)
- FAKE (2020; комедія, YouTube-канал телеканалу Новий канал)[23][24][25]
- Секс, інста і ЗНО (2020; драмедія, 1+1 video)
- Стартапери (2020; комедія, sweet.tv)[26][27][28]

Частково україномовні (основна мова російська та/або суржик, але присутня також і трохи української; серіал де деякі сезони — україномовні, деякі — російськомовні)
- 5baksiv.net (2015, комедія, YouTube-канал UA: Перший)
- Міксер (2018; корпоративна реклама-ситком-комедія)[29][30]
- Вільні гроші (2019; корпоративна реклама-драма)[31][32]
- Київська зірка (2019—2020; драма, мюзикл) (1-ий сезон російськомовний; з 2-го сезону повністю україномовний)[33][34]
- Вася і карантин (2020; ситком-комедія, screenlife)[35][36]
- За вікном (2020; ситком-комедія)[37][38]
- ХАХА.UA (2020; 4 серії, ситком-комедія, YouTube-канал Чоткій паца продакшн)[39]

## Відсоток українського озвучення серед телесеріалів вироблених в Україні
- 2019 — 41 %: озвучення українською, 59 %: озвучення російською. Відсоток рахується за кількістю серій прем'єрних телесеріалів. Відсоток українською завищений, оскільки до української мови експерти MBR віднесли серіали де українська мова є лише невеликою часткою всіх реплік, натомість російська мова та суржик складають переважну більшість реплік —, наприклад були включені серіали Будиночок на щастя (2019), Великі Вуйки (2019), СидОренки-СидорЕнки (2019) тощо де переважає суржик та російська мова.[40]